# Best uff
Best uff je název alba slovenské skupiny Horkýže Slíže z roku 2001. Jde o kompilační album – výběrovou desku této kapely z Nitry. Většina skladeb je kombinací bigbítu s punkem a pochází z předchozích alb V rámci oného, Vo štvorici po opici a Ja chaču tebja.

## Seznam skladeb
1. Maštaľ
2. Osemnásť
3. Ja chaču tebja
4. Hovadá
5. Čundr bejby
6. Bylinožravec Milino
7. Príbeh o starej platni
8. Gilotína
9. Poľovník
10. Chrasty
11. Dole-dole
12. Chlapčenská
13. Sex po telefóne
14. Mama
15. Dežo má lóve
16. Sibír taxi
17. Paľko
18. Logická hádanka
19. Onania
20. Kýbel gitu
21. Horkýže Slíže
22. Strašne ma baví tento svet
23. Žigo